# Liste der Orte im Landkreis Neumarkt in der Oberpfalz
Die Liste der Orte im Landkreis Neumarkt in der Oberpfalz listet die 575 amtlich benannten Gemeindeteile (Hauptorte, Kirchdörfer, Pfarrdörfer, Dörfer, Weiler und Einöden) im Landkreis Neumarkt in der Oberpfalz auf.

## Systematische Liste
Alphabet der Städte und Gemeinden mit den zugehörigen Orten.
- Die Stadt Berching mit 46 Gemeindeteilen:
  - Hauptort Berching
  - Pfarrdörfer Holnstein, Oening, Plankstetten und Pollanten
  - Kirchdörfer Erasbach, Ernersdorf, Fribertshofen, Hennenberg, Raitenbuch, Rudertshofen, Simbach, Sollngriesbach, Staufersbuch, Thann, Wallnsdorf und Weidenwang
  - Dörfer Altmannsberg, Eglasmühle, Hermannsberg, Jettingsdorf, Rappersdorf, Rübling, Schweigersdorf, Stierbaum, Wackersberg, Winterzhofen und Wirbertshofen
  - Weiler Dietersberg, Eismannsberg, Grubach, Matzenhof, Neuhaus, Roßthal, Thannbrunn, Wattenberg und Wolfersthal
  - Einöden Biermühle, Breitenfurt, Grubmühle, Gsöllnhof, Hagenberg, Ritzermühle, Staudenhof und Wegscheid
  - Anstalt Butzenberg

- Die Gemeinde Berg bei Neumarkt in der Oberpfalz mit 35 Gemeindeteilen:
  - Pfarrdörfer Berg bei Neumarkt i.d.OPf., Gnadenberg, Hausheim, Sindlbach und Stöckelsberg
  - Kirchdörfer Loderbach und Unterölsbach
  - Dörfer Bischberg, Gspannberg, Haimburg, Haslach, Häuselstein, Irleshof, Kadenzhofen, Kettenbach, Langenthal, Meilenhofen, Mitterrohrenstadt, Oberölsbach, Reicheltshofen, Richtheim, Riebling, Unterrohrenstadt und Unterwall
  - Weiler mit Kirche Oberrohrenstadt
  - Weiler Beckenhof, Kleinvoggenhof, Oberwall, Rührersberg und Wünricht
  - Einöden Burkertshof, Gebertshof, Klostermühle, Mauertsmühle und Reichenholz

- Die Gemeinde Berngau mit 8 Gemeindeteilen. Das Pfarrdorf Berngau. Die Kirchdörfer Mittelricht und Röckersbühl. Das Dorf Tyrolsberg. Die Weiler Allershofen, Dippenricht, Neuricht und Wolfsricht

- Der Markt Breitenbrunn mit 34 Gemeindeteilen:
  - Hauptort Breitenbrunn
  - Pfarrdörfer Gimpertshausen und Kemnathen
  - Kirchdörfer Buch, Dürn, Erggertshofen, Hamberg, Langenthonhausen, Premerzhofen, Rasch und Wolfertshofen
  - Dörfer Breitenegg, Leiterzhofen, Schöndorf und Siegertshofen
  - Weiler Allersfelden, Bachhaupt, Bottelmühle, Eckerding, Eismannsdorf, Erbmühle, Froschau, Geishof, Langenried, Ödenhaid und Schmidhof
  - Einöden Aumühle, Franklmühle, Höhenberg, Hohenbügl, Matzlsberg, Stockeracker, Waldhof und Wenigkemnathen

- Die Gemeinde Deining mit 31 Gemeindeteilen:
  - Pfarrdörfer Deining, Döllwang, Großalfalterbach und Waltersberg
  - Kirchdörfer Kleinalfalterbach, Leutenbach, Mittersthal, Oberbuchfeld, Pirkach, Siegenhofen, Tauernfeld und Unterbuchfeld
  - Dörfer Arzthofen und Rothenfels. Die Siedlungen Deining-Bahnhof und Hacklsberg
  - Weiler Körndlhof, Labermühle, Sternberg und Waltershof
  - Einöden Bäckermühle, Büglmühle, Graßahof, Kreismühle, Lengenbach, Roßamühle, Sallmannsdorf, Siegenhofermühle, Sippelmühle, Straußmühle und Thannbügl

- Die Stadt Dietfurt an der Altmühl mit 37 Gemeindeteilen:
  - Hauptort Dietfurt an der Altmühl
  - Pfarrdörfer Eutenhofen, Hainsberg, Mühlbach, Staadorf, Töging und Zell
  - Kirchdörfer Arnsdorf, Griesstetten, Mallerstetten, Ottmaring, Schweinkofen und Vogelthal
  - Dörfer Grögling, Hebersdorf, Muttenhofen, Oberbürg, Predlfing, Unterbürg und Wildenstein
  - Weiler Einsiedel, Gundelshofen, Haahof, Haas, Hallenhausen, Mitteldorf, Parleithen, Pestenrain, Stetterhof und Wimpasing
  - Einöden Ambergerhof, Blauhof, Eichelhof, Martlhof, Mühlthal, Bartlmä und Voglmühle

- Die Stadt Freystadt mit 33 Gemeindeteilen:
  - Hauptort Freystadt
  - Pfarrdörfer Burggriesbach, Forchheim, Möning, Mörsdorf, Oberndorf, Sondersfeld, Sulzkirchen und Thannhausen
  - Kirchdörfer Großberghausen, Lauterbach, Michelbach, Rohr und Thundorf
  - Dörfer Aßlschwang, Frettenshofen, Höfen, Kiesenhof, Kittenhausen, Kleinberghausen, Obernricht, Ohausen, Reckenstetten und Schmellnricht
  - Weiler Braunshof, Jettenhofen, Möningerberg, Richthof, Rothenhof, Rumleshof und Schöllnhof
  - Einöden Fuchsmühle und Rabenhof

- Der Markt Hohenfels mit 42 Gemeindeteilen:
  - Hauptort Hohenfels
  - Kirchdörfer Großbissendorf und Raitenbuch
  - Dörfer Hitzendorf, Markstetten und Stetten
  - Weiler Ammelacker, Buchhausen, Effenricht, Granswang, Gunzenhof, Haarziegelhütte, Hausraitenbuch, Holzheim, Kleinmittersdorf, Lauf und Vogelherd
  - Lager Albertshof, Mehlhaube, Nainhof, Pöllnricht und Unterödenhart
  - Einöden Ammelhof, Baumühle, Blechmühle, Effersdorf, Fichten, Friesmühle, Fuchsmühle, Harrhof, Kleinbissendorf, Kuglhof, Loch, Pillmannsricht, Röschenberg, Schönheim, Stallhof, Unterlinder, Unterwahrberg, Wendlmannthal und Winklmühle
  - Sonstiger Ort Klausen

- Der Markt Lauterhofen mit 42 Gemeindeteilen:
  - Hauptort Lauterhofen
  - Pfarrdörfer Deinschwang, Gebertshofen, Traunfeld und Trautmannshofen
  - Dörfer Ballertshofen, Dippersricht, Engelsberg, Mettenhofen, Muttenshofen, Nattershofen, Pettenhofen und Wilfertshofen
  - Weiler Brenzenwang, Brunn, Buschhof, Eidelberg, Finsterhaid, Hartenhof, Hillohe, Holzheim, Landnerhof, Mantlach, Marbertshofen, Mittersberg, Niesaß, Ramertshofen, Reitelshofen, Schlögelsmühle, Stieglitzenhöhe und Thürsnacht
  - Einöden Aglasterhof, Eratsmühle, Fischermühle, Freiberg, Graben, Grafenbuch, Hadermühle, Hansmühle, Inzenhof, Ruppertslohe und Schweibach

- Der Markt Lupburg mit 24 Gemeindeteilen:
  - Hauptort Lupburg
  - Pfarrdorf See
  - Kirchdörfer Degerndorf und Rackendorf
  - Dörfer Dettenhofen, Niederhofen, Prünthal und Seibertshofen
  - Weiler Gottesberg, Haid, Höhendorf und Pöfersdorf
  - Einöden Bux, Eggenthal, Fischhaus, Höhenberg, Mantlach an der Laaber, Meierhof, Neuhaid, Neuhof, Pöllenhaid, Rammersdorf, Sturmmühle und Wieselbruck

- Die Gemeinde Mühlhausen mit 24 Gemeindeteilen:
  - Pfarrdörfer Bachhausen, Mühlhausen und Sulzbürg
  - Kirchdörfer Hofen, Kerkhofen, Rocksdorf, Wappersdorf und Weihersdorf
  - Dörfer Greißelbach, Körnersdorf, Kruppach, Wangen und Wettenhofen
  - Siedlung Wappersdorf. Die Weiler Ellmannsdorf und Gänsmühle
  - Einöden Aumühle, Belzlmühle, Herrenau, Kanalschleuse 28, Kanalschleuse 29, Kanalschleuse 30, Reismühle und Sandmühle

- Die Stadt Neumarkt i.d.OPf. mit 45 Gemeindeteilen:
  - Hauptort Neumarkt i.d.OPf.
  - Pfarrdörfer Pelchenhofen, Pölling und Woffenbach
  - Kirchdörfer Helena, Holzheim, Ischhofen, Lampertshofen, Lippertshofen, Rittershof und Stauf
  - Dörfer Frickenhofen, Fuchsberg, Höhenberg, Labersricht, Lähr, Rödelberg, Schafhof und Voggenthal
  - Siedlungen Höhenberg im Tal und Wolfstein
  - Weiler Altenhof, Autobahnmeisterei Neumarkt i.d.OPf., Blomenhof, Karhof, Kohlenbrunnermühle, Ottosau und Wolfstein
  - Einöden Auhof, Beckenmühle, Bodenhof, Bodenmühle, Eichenmühle, Friedlmühle, Großwiesenhof, Guglhof, Habersmühle, Iberlsmühle, Koppenmühle, Schleifmühle, Schmermühle, Schönmühle, Steinberg, Tiefenbrunn und Ungenricht

- Die Stadt Parsberg mit 34 Gemeindeteilen:
  - Hauptort Parsberg
  - Pfarrdörfer Darshofen und Hörmannsdorf
  - Kirchdörfer Breitenthal, Hackenhofen, Herrnried, Kerschhofen, Klapfenberg, Rudenshofen und Willenhofen
  - Dörfer Eglwang, Holzheim, Kühnhausen, Lohhof, Mannsdorf und Rudolfshöhe
  - Weiler Bienmühle, Eichensee, Haid, Hammermühle, Neuhaid und Rosenthal
  - Einöden Badelhütte, Bogenmühle, Christlmühle, Geigerhaid, Katzenfels, Kellerhof, Kripfling, Oedenthurn, Polstermühle, Steinmühle, Weiherstetten und Wolfsquiga

- Die Gemeinde Pilsach mit 27 Gemeindeteilen:
  - Pfarrdörfer Laaber, Litzlohe und Pilsach
  - Kirchdorf Dietkirchen
  - Dörfer Anzenhofen, Danlohe, Eispertshofen, Eschertshofen, Hilzhofen, Niederhofen und Pfeffertshofen
  - Weiler Ammelhofen, Giggling, Habertshofen, Inzenhof, Oberried, Tartsberg, Unterried, Wimmersdorf und Wünn
  - Einöden Bernthal, Bräunertshof, Klosterhof, Langenmühle, Raschhof und Schneemühle
  - Sonstiger Ort Habersmühle

- Die Gemeinde Postbauer-Heng mit 10 Gemeindeteilen:
  - Pfarrdorf Postbauer-Heng
  - Kirchdorf Pavelsbach
  - Dörfer Buch, Dillberg, Kemnath und Köstlbach
  - Weiler Brandmühle
  - Einöde Kothmühle
  - Anstalt Wurzhof
  - Sonstiger Ort An der Heide

- Der Markt Pyrbaum mit 14 Gemeindeteilen:
  - Hauptort Pyrbaum
  - Dörfer Dennenlohe, Oberhembach, Pruppach, Rengersricht, Schwarzach und Seligenporten
  - Weiler Birkenlach und Neuhof
  - Einöden Asbach, Dürnhof, Münchsmühle, Neumühle und Straßmühle

- Die Gemeinde Sengenthal mit 21 Gemeindeteilen:
  - Pfarrdorf Reichertshofen
  - Kirchdorf Sengenthal
  - Dörfer Buchberg, Forst und Winnberg
  - Weiler Braunmühle, Dietlhof, Greißelbach, Ölkuchenmühle, Stadlhof und Weichselstein
  - Einöden Birkenmühle, Braunshof, Gollermühle, Kanalschleuse 32, Kastenmühle, Richthof, Schlierferhaide, Schlierfermühle, Schmidmühle und Seitzermühle

- Die Gemeinde Seubersdorf i.d.OPf. mit 19 Gemeindeteilen:
  - Pfarrdörfer Batzhausen, Daßwang, Eichenhofen, Seubersdorf i.d.OPf., Waldkirchen (Petersberg) und Wissing
  - Kirchdörfer Freihausen, Ittelhofen, Krappenhofen, Schnufenhofen und Waldhausen
  - Dorf Winn
  - Weiler Gastelshof, Neuhausen, Riedhof, Wachtlhof und Willmannsdorf
  - Einöden Haag und Klingelmühle

- Die Stadt Velburg mit 49 Gemeindeteilen:
  - Hauptort Velburg
  - Pfarrdörfer Günching, Lengenfeld, Oberweiling und Oberwiesenacker
  - Kirchdörfer Albertshofen, Altenveldorf, Deusmauer, Harenzhofen, Hollerstetten, Kirchenwinn, Prönsdorf, Rammersberg und Ronsolden
  - Dörfer Dantersdorf, Finsterweiling, Freudenricht, Mantlach bei Velburg und Unterwiesenacker
  - Weiler mit Kirche Sankt Wolfgang
  - Weiler Bernla, Diesenhof, Dürn, Haumühle, Krondorf, Matzenhof, Oberweickenhof, Pathal, Reichertswinn, Richthofen, Sankt Colomann, Unterweickenhof und Vogelbrunn
  - Einöden Bogenhof, Distlhof, Federhof, Gehermühle, Hennenhof, Neudiesenhof, Ollertshof, Ostermühle, Regenfußmühle, Richterhof, Richthof, Schafhof, Schallermühle, Schwaighof und Sommertshof
  - Wallfahrtskirche (-kapelle) Habsberg

## Alphabetische Liste
In Fettschrift erscheinen die Orte, die namengebend für die Gemeinde sind.

### A
- Aglasterhof zu Lauterhofen
- Albertshof zu Hohenfels
- Albertshofen zu Velburg
- Allersfelden zu Breitenbrunn
- Allershofen zu Berngau
- Altenhof zu Neumarkt i.d.OPf.
- Altenveldorf zu Velburg
- Altmannsberg zu Berching
- Ambergerhof zu Dietfurt a.d.Altmühl
- Ammelacker zu Hohenfels
- Ammelhof zu Hohenfels
- Ammelhofen zu Pilsach
- An der Heide zu Postbauer-Heng
- Anzenhofen zu Pilsach
- Arnsdorf zu Dietfurt a.d.Altmühl
- Arzthofen zu Deining
- Asbach zu Pyrbaum
- Aßlschwang zu Freystadt
- Auhof zu Neumarkt i.d.OPf.
- Aumühle zu Breitenbrunn
- Aumühle zu Mühlhausen
- Autobahnmeisterei Neumarkt in der Oberpfalz zu Neumarkt i.d.OPf.

↑ Zurück zum Inhaltsverzeichnis

### B
- Bachhaupt zu Breitenbrunn
- Bachhausen zu Mühlhausen
- Bäckermühle zu Deining
- Badelhütte zu Parsberg
- Ballertshofen zu Lauterhofen
- Batzhausen zu Seubersdorf i.d.OPf.
- Baumühle zu Hohenfels
- Beckenhof zu Berg b.Neumarkt i.d.OPf.
- Beckenmühle zu Neumarkt i.d.OPf.
- Belzlmühle zu Mühlhausen
- Berching
- Berg b.Neumarkt i.d.OPf.
- Berngau
- Bernla zu Velburg
- Bernthal zu Pilsach
- Bienmühle zu Parsberg
- Biermühle zu Berching
- Birkenlach zu Pyrbaum
- Birkenmühle zu Sengenthal
- Bischberg zu Berg b.Neumarkt i.d.OPf.
- Blauhof zu Dietfurt a.d.Altmühl
- Blechmühle zu Hohenfels
- Blomenhof zu Neumarkt i.d.OPf.
- Bodenhof zu Neumarkt i.d.OPf.
- Bodenmühle zu Neumarkt i.d.OPf.
- Bogenhof zu Velburg
- Bogenmühle zu Parsberg
- Bottelmühle zu Breitenbrunn
- Brandmühle zu Postbauer-Heng
- Bräunertshof zu Pilsach
- Braunmühle zu Sengenthal
- Braunshof zu Freystadt
- Braunshof zu Sengenthal
- Breitenbrunn
- Breitenegg zu Breitenbrunn
- Breitenfurt zu Berching
- Breitenthal zu Parsberg
- Brenzenwang zu Lauterhofen
- Brunn zu Lauterhofen
- Buch zu Breitenbrunn
- Buch zu Postbauer-Heng
- Buchberg zu Sengenthal
- Buchhausen zu Hohenfels
- Büglmühle zu Deining
- Burggriesbach zu Freystadt
- Burkertshof zu Berg b.Neumarkt i.d.OPf.
- Buschhof zu Lauterhofen
- Butzenberg zu Berching
- Bux zu Lupburg

↑ Zurück zum Inhaltsverzeichnis

### C
- Christlmühle zu Parsberg

↑ Zurück zum Inhaltsverzeichnis

### D
- Danlohe zu Pilsach
- Dantersdorf zu Velburg
- Darshofen zu Parsberg
- Daßwang zu Seubersdorf i.d.OPf.
- Degerndorf zu Lupburg
- Deining
- Deining-Bahnhof zu Deining
- Deinschwang zu Lauterhofen
- Dennenlohe zu Pyrbaum
- Dettenhofen zu Lupburg
- Deusmauer zu Velburg
- Diesenhof zu Velburg
- Dietersberg zu Berching
- Dietfurt a.d.Altmühl
- Dietkirchen zu Pilsach
- Dietlhof zu Sengenthal
- Dillberg zu Postbauer-Heng
- Dippenricht zu Berngau
- Dippersricht zu Lauterhofen
- Distlhof zu Velburg
- Döllwang zu Deining
- Dürn zu Breitenbrunn
- Dürn zu Velburg
- Dürnhof zu Pyrbaum

↑ Zurück zum Inhaltsverzeichnis

### E
- Eckerding zu Breitenbrunn
- Effenricht zu Hohenfels
- Effersdorf zu Hohenfels
- Eggenthal zu Lupburg
- Eglasmühle zu Berching
- Eglwang zu Parsberg
- Eichelhof zu Dietfurt a.d.Altmühl
- Eichenhofen zu Seubersdorf i.d.OPf.
- Eichenmühle zu Neumarkt i.d.OPf.
- Eichensee zu Parsberg
- Eidelberg zu Lauterhofen
- Einsiedel zu Dietfurt a.d.Altmühl
- Eismannsberg zu Berching
- Eismannsdorf zu Breitenbrunn
- Eispertshofen zu Pilsach
- Ellmannsdorf zu Mühlhausen
- Engelsberg zu Lauterhofen
- Erasbach zu Berching
- Eratsmühle zu Lauterhofen
- Erbmühle zu Breitenbrunn
- Erggertshofen zu Breitenbrunn
- Ernersdorf zu Berching
- Eschertshofen zu Pilsach
- Eutenhofen zu Dietfurt a.d.Altmühl

↑ Zurück zum Inhaltsverzeichnis

### F
- Federhof zu Velburg
- Fichten zu Hohenfels
- Finsterhaid zu Lauterhofen
- Finsterweiling zu Velburg
- Fischermühle zu Lauterhofen
- Fischhaus zu Lupburg
- Forchheim zu Freystadt
- Forst zu Sengenthal
- Franklmühle zu Breitenbrunn
- Freiberg zu Lauterhofen
- Freihausen zu Seubersdorf i.d.OPf.
- Frettenshofen zu Freystadt
- Freudenricht zu Velburg
- Freystadt
- Fribertshofen zu Berching
- Frickenhofen zu Neumarkt i.d.OPf.
- Friedlmühle zu Neumarkt i.d.OPf.
- Friesmühle zu Hohenfels
- Froschau zu Breitenbrunn
- Fuchsberg zu Neumarkt i.d.OPf.
- Fuchsmühle zu Freystadt
- Fuchsmühle zu Hohenfels

↑ Zurück zum Inhaltsverzeichnis

### G
- Gänsmühle zu Mühlhausen
- Gastelshof zu Seubersdorf i.d.OPf.
- Gebertshof zu Berg b.Neumarkt i.d.OPf.
- Gebertshofen zu Lauterhofen
- Gehermühle zu Velburg
- Geigerhaid zu Parsberg
- Geishof zu Breitenbrunn
- Giggling zu Pilsach
- Gimpertshausen zu Breitenbrunn
- Gnadenberg zu Berg b.Neumarkt i.d.OPf.
- Gollermühle zu Sengenthal
- Gottesberg zu Lupburg
- Graben zu Lauterhofen
- Grafenbuch zu Lauterhofen
- Granswang zu Hohenfels
- Graßahof zu Deining
- Greißelbach zu Mühlhausen
- Greißelbach zu Sengenthal
- Griesstetten zu Dietfurt a.d.Altmühl
- Grögling zu Dietfurt a.d.Altmühl
- Großalfalterbach zu Deining
- Großberghausen zu Freystadt
- Großbissendorf zu Hohenfels
- Großwiesenhof zu Neumarkt i.d.OPf.
- Grubach zu Berching
- Grubmühle zu Berching
- Gsöllnhof zu Berching
- Gspannberg zu Berg b.Neumarkt i.d.OPf.
- Guglhof zu Neumarkt i.d.OPf.
- Günching zu Velburg
- Gundelshofen zu Dietfurt a.d.Altmühl
- Gunzenhof zu Hohenfels

↑ Zurück zum Inhaltsverzeichnis

### H
- Haag zu Seubersdorf i.d.OPf.
- Haahof zu Dietfurt a.d.Altmühl
- Haarziegelhütte zu Hohenfels
- Haas zu Dietfurt a.d.Altmühl
- Habersmühle zu Neumarkt i.d.OPf.
- Habersmühle zu Pilsach
- Habertshofen zu Pilsach
- Habsberg zu Velburg
- Hackenhofen zu Parsberg
- Hacklsberg zu Deining
- Hadermühle zu Lauterhofen
- Hagenberg zu Berching
- Haid zu Lupburg
- Haid zu Parsberg
- Haimburg zu Berg b.Neumarkt i.d.OPf.
- Hainsberg zu Dietfurt a.d.Altmühl
- Hallenhausen zu Dietfurt a.d.Altmühl
- Hamberg zu Breitenbrunn
- Hammermühle zu Parsberg
- Hansmühle zu Lauterhofen
- Harenzhofen zu Velburg
- Harrhof zu Hohenfels
- Hartenhof zu Lauterhofen
- Haslach zu Berg b.Neumarkt i.d.OPf.
- Haumühle zu Velburg
- Häuselstein zu Berg b.Neumarkt i.d.OPf.
- Hausheim zu Berg b.Neumarkt i.d.OPf.
- Hausraitenbuch zu Hohenfels
- Hebersdorf zu Dietfurt a.d.Altmühl
- Helena zu Neumarkt i.d.OPf.
- Hennenberg zu Berching
- Hennenhof zu Velburg
- Hermannsberg zu Berching
- Herrenau zu Mühlhausen
- Herrnried zu Parsberg
- Hillohe zu Lauterhofen
- Hilzhofen zu Pilsach
- Hitzendorf zu Hohenfels
- Hofen zu Mühlhausen
- Höfen zu Freystadt
- Höhenberg zu Breitenbrunn
- Höhenberg zu Lupburg
- Höhenberg zu Neumarkt i.d.OPf.
- Höhenberg im Tal zu Neumarkt i.d.OPf.
- Hohenbügl zu Breitenbrunn
- Höhendorf zu Lupburg
- Hohenfels
- Hollerstetten zu Velburg
- Holnstein zu Berching
- Holzheim zu Hohenfels
- Holzheim zu Lauterhofen
- Holzheim zu Neumarkt i.d.OPf.
- Holzheim zu Parsberg
- Hörmannsdorf zu Parsberg

↑ Zurück zum Inhaltsverzeichnis

### I
- Iberlsmühle zu Neumarkt i.d.OPf.
- Inzenhof zu Lauterhofen
- Inzenhof zu Pilsach
- Irleshof zu Berg b.Neumarkt i.d.OPf.
- Ischhofen zu Neumarkt i.d.OPf.
- Ittelhofen zu Seubersdorf i.d.OPf.

↑ Zurück zum Inhaltsverzeichnis

### J
- Jettenhofen zu Freystadt
- Jettingsdorf zu Berching

↑ Zurück zum Inhaltsverzeichnis

### K
- Kadenzhofen zu Berg b.Neumarkt i.d.OPf.
- Kanalschleuse 28 zu Mühlhausen
- Kanalschleuse 29 zu Mühlhausen
- Kanalschleuse 30 zu Mühlhausen
- Kanalschleuse 32 zu Sengenthal
- Karhof zu Neumarkt i.d.OPf.
- Kastenmühle zu Sengenthal
- Katzenfels zu Parsberg
- Kellerhof zu Parsberg
- Kemnath zu Postbauer-Heng
- Kemnathen zu Breitenbrunn
- Kerkhofen zu Mühlhausen
- Kerschhofen zu Parsberg
- Kettenbach zu Berg b.Neumarkt i.d.OPf.
- Kiesenhof zu Freystadt
- Kirchenwinn zu Velburg
- Kittenhausen zu Freystadt
- Klapfenberg zu Parsberg
- Klausen zu Hohenfels
- Kleinalfalterbach zu Deining
- Kleinberghausen zu Freystadt
- Kleinbissendorf zu Hohenfels
- Kleinmittersdorf zu Hohenfels
- Kleinvoggenhof zu Berg b.Neumarkt i.d.OPf.
- Klingelmühle zu Seubersdorf i.d.OPf.
- Klosterhof zu Pilsach
- Klostermühle zu Berg b.Neumarkt i.d.OPf.
- Kohlenbrunnermühle zu Neumarkt i.d.OPf.
- Koppenmühle zu Neumarkt i.d.OPf.
- Körndlhof zu Deining
- Körnersdorf zu Mühlhausen
- Köstlbach zu Postbauer-Heng
- Kothmühle zu Postbauer-Heng
- Krappenhofen zu Seubersdorf i.d.OPf.
- Kreismühle zu Deining
- Kripfling zu Parsberg
- Krondorf zu Velburg
- Kruppach zu Mühlhausen
- Kuglhof zu Hohenfels
- Kühnhausen zu Parsberg

↑ Zurück zum Inhaltsverzeichnis

### L
- Laaber zu Pilsach
- Labermühle zu Deining
- Labersricht zu Neumarkt i.d.OPf.
- Lähr zu Neumarkt i.d.OPf.
- Lampertshofen zu Neumarkt i.d.OPf.
- Landnerhof zu Lauterhofen
- Langenmühle zu Pilsach
- Langenried zu Breitenbrunn
- Langenthal zu Berg b.Neumarkt i.d.OPf.
- Langenthonhausen zu Breitenbrunn
- Lauf zu Hohenfels
- Lauterbach zu Freystadt
- Lauterhofen
- Leiterzhofen zu Breitenbrunn
- Lengenbach zu Deining
- Lengenfeld zu Velburg
- Leutenbach zu Deining
- Lippertshofen zu Neumarkt i.d.OPf.
- Litzlohe zu Pilsach
- Loch zu Hohenfels
- Loderbach zu Berg b.Neumarkt i.d.OPf.
- Lohhof zu Parsberg
- Lupburg

↑ Zurück zum Inhaltsverzeichnis

### M
- Mallerstetten zu Dietfurt a.d.Altmühl
- Mannsdorf zu Parsberg
- Mantlach zu Lauterhofen
- Mantlach an der Laaber zu Lupburg
- Mantlach bei Velburg zu Velburg
- Marbertshofen zu Lauterhofen
- Markstetten zu Hohenfels
- Martlhof zu Dietfurt a.d.Altmühl
- Matzenhof zu Berching
- Matzenhof zu Velburg
- Matzlsberg zu Breitenbrunn
- Mauertsmühle zu Berg b.Neumarkt i.d.OPf.
- Mehlhaube zu Hohenfels
- Meierhof zu Lupburg
- Meilenhofen zu Berg b.Neumarkt i.d.OPf.
- Mettenhofen zu Lauterhofen
- Michelbach zu Freystadt
- Mitteldorf zu Dietfurt a.d.Altmühl
- Mittelricht zu Berngau
- Mitterrohrenstadt zu Berg b.Neumarkt i.d.OPf.
- Mittersberg zu Lauterhofen
- Mittersthal zu Deining
- Möning zu Freystadt
- Möningerberg zu Freystadt
- Mörsdorf zu Freystadt
- Mühlbach zu Dietfurt a.d.Altmühl
- Mühlhausen
- Mühlthal zu Dietfurt a.d.Altmühl
- Münchsmühle zu Pyrbaum
- Muttenhofen zu Dietfurt a.d.Altmühl
- Muttenshofen zu Lauterhofen

↑ Zurück zum Inhaltsverzeichnis

### N
- Nainhof zu Hohenfels
- Nattershofen zu Lauterhofen
- Neudiesenhof zu Velburg
- Neuhaid zu Lupburg
- Neuhaid zu Parsberg
- Neuhaus zu Berching
- Neuhausen zu Seubersdorf i.d.OPf.
- Neuhof zu Lupburg
- Neuhof zu Pyrbaum
- Neumarkt i.d.OPf.
- Neumühle zu Pyrbaum
- Neuricht zu Berngau
- Niederhofen zu Lupburg
- Niederhofen zu Pilsach
- Niesaß zu Lauterhofen

↑ Zurück zum Inhaltsverzeichnis

### O
- Oberbuchfeld zu Deining
- Oberbürg zu Dietfurt a.d.Altmühl
- Oberhembach zu Pyrbaum
- Oberndorf zu Freystadt
- Obernricht zu Freystadt
- Oberölsbach zu Berg b.Neumarkt i.d.OPf.
- Oberried zu Pilsach
- Oberrohrenstadt zu Berg b.Neumarkt i.d.OPf.
- Oberwall zu Berg b.Neumarkt i.d.OPf.
- Oberweickenhof zu Velburg
- Oberweiling zu Velburg
- Oberwiesenacker zu Velburg
- Ödenhaid zu Breitenbrunn
- Oedenthurn zu Parsberg
- Oening zu Berching
- Ohausen zu Freystadt
- Ölkuchenmühle zu Sengenthal
- Ollertshof zu Velburg
- Ostermühle zu Velburg
- Ottmaring zu Dietfurt a.d.Altmühl
- Ottosau zu Neumarkt i.d.OPf.

↑ Zurück zum Inhaltsverzeichnis

### P
- Parleithen zu Dietfurt a.d.Altmühl
- Parsberg
- Pathal zu Velburg
- Pavelsbach zu Postbauer-Heng
- Pelchenhofen zu Neumarkt i.d.OPf.
- Pestenrain zu Dietfurt a.d.Altmühl
- Pettenhofen zu Lauterhofen
- Pfeffertshofen zu Pilsach
- Pillmannsricht zu Hohenfels
- Pilsach
- Pirkach zu Deining
- Plankstetten zu Berching
- Pöfersdorf zu Lupburg
- Pollanten zu Berching
- Pöllenhaid zu Lupburg
- Pölling zu Neumarkt i.d.OPf.
- Pöllnricht zu Hohenfels
- Polstermühle zu Parsberg
- Postbauer-Heng
- Predlfing zu Dietfurt a.d.Altmühl
- Premerzhofen zu Breitenbrunn
- Prönsdorf zu Velburg
- Prünthal zu Lupburg
- Pruppach zu Pyrbaum
- Pyrbaum

↑ Zurück zum Inhaltsverzeichnis

### R
- Rabenhof zu Freystadt
- Rackendorf zu Lupburg
- Raitenbuch zu Berching
- Raitenbuch zu Hohenfels
- Ramertshofen zu Lauterhofen
- Rammersberg zu Velburg
- Rammersdorf zu Lupburg
- Rappersdorf zu Berching
- Rasch zu Breitenbrunn
- Raschhof zu Pilsach
- Reckenstetten zu Freystadt
- Regenfußmühle zu Velburg
- Reicheltshofen zu Berg b.Neumarkt i.d.OPf.
- Reichenholz zu Berg b.Neumarkt i.d.OPf.
- Reichertshofen zu Sengenthal
- Reichertswinn zu Velburg
- Reismühle zu Mühlhausen
- Reitelshofen zu Lauterhofen
- Rengersricht zu Pyrbaum
- Richterhof zu Velburg
- Richtheim zu Berg b.Neumarkt i.d.OPf.
- Richthof zu Freystadt
- Richthof zu Sengenthal
- Richthof zu Velburg
- Richthofen zu Velburg
- Riebling zu Berg b.Neumarkt i.d.OPf.
- Riedhof zu Seubersdorf i.d.OPf.
- Rittershof zu Neumarkt i.d.OPf.
- Ritzermühle zu Berching
- Röckersbühl zu Berngau
- Rocksdorf zu Mühlhausen
- Rödelberg zu Neumarkt i.d.OPf.
- Rohr zu Freystadt
- Ronsolden zu Velburg
- Röschenberg zu Hohenfels
- Rosenthal zu Parsberg
- Rossamühle zu Deining
- Roßthal zu Berching
- Rothenfels zu Deining
- Rothenhof zu Freystadt
- Rübling zu Berching
- Rudenshofen zu Parsberg
- Rudertshofen zu Berching
- Rudolfshöhe zu Parsberg
- Rührersberg zu Berg b.Neumarkt i.d.OPf.
- Rumleshof zu Freystadt
- Ruppertslohe zu Lauterhofen

↑ Zurück zum Inhaltsverzeichnis

### S
- Sallmannsdorf zu Deining
- Sandmühle zu Mühlhausen
- Sankt Bartlmä zu Dietfurt a.d.Altmühl
- Sankt Colomann zu Velburg
- Sankt Wolfgang zu Velburg
- Schafhof zu Neumarkt i.d.OPf.
- Schafhof zu Velburg
- Schallermühle zu Velburg
- Schleifmühle zu Neumarkt i.d.OPf.
- Schlierferhaide zu Sengenthal
- Schlierfermühle zu Sengenthal
- Schlögelsmühle zu Lauterhofen
- Schmellnricht zu Freystadt
- Schmermühle zu Neumarkt i.d.OPf.
- Schmidhof zu Breitenbrunn
- Schmidmühle zu Sengenthal
- Schneemühle zu Pilsach
- Schnufenhofen zu Seubersdorf i.d.OPf.
- Schöllnhof zu Freystadt
- Schöndorf zu Breitenbrunn
- Schönheim zu Hohenfels
- Schönmühle zu Neumarkt i.d.OPf.
- Schwaighof zu Velburg
- Schwarzach zu Pyrbaum
- Schweibach zu Lauterhofen
- Schweigersdorf zu Berching
- Schweinkofen zu Dietfurt a.d.Altmühl
- See zu Lupburg
- Seibertshofen zu Lupburg
- Seitzermühle zu Sengenthal
- Seligenporten zu Pyrbaum
- Sengenthal
- Seubersdorf i.d.OPf.
- Siegenhofen zu Deining
- Siegenhofermühle zu Deining
- Siegertshofen zu Breitenbrunn
- Simbach zu Berching
- Sindlbach zu Berg b.Neumarkt i.d.OPf.
- Sippelmühle zu Deining
- Sollngriesbach zu Berching
- Sommertshof zu Velburg
- Sondersfeld zu Freystadt
- Staadorf zu Dietfurt a.d.Altmühl
- Stadlhof zu Sengenthal
- Stallhof zu Hohenfels
- Staudenhof zu Berching
- Stauf zu Neumarkt i.d.OPf.
- Staufersbuch zu Berching
- Steinberg zu Neumarkt i.d.OPf.
- Steinmühle zu Parsberg
- Sternberg zu Deining
- Stetten zu Hohenfels
- Stetterhof zu Dietfurt a.d.Altmühl
- Stieglitzenhöhe zu Lauterhofen
- Stierbaum zu Berching
- Stöckelsberg zu Berg b.Neumarkt i.d.OPf.
- Stockeracker zu Breitenbrunn
- Straßmühle zu Pyrbaum
- Straußmühle zu Deining
- Sturmmühle zu Lupburg
- Sulzbürg zu Mühlhausen
- Sulzkirchen zu Freystadt

↑ Zurück zum Inhaltsverzeichnis

### T
- Tartsberg zu Pilsach
- Tauernfeld zu Deining
- Thann zu Berching
- Thannbrunn zu Berching
- Thannbügl zu Deining
- Thannhausen zu Freystadt
- Thundorf zu Freystadt
- Thürsnacht zu Lauterhofen
- Tiefenbrunn zu Neumarkt i.d.OPf.
- Töging zu Dietfurt a.d.Altmühl
- Traunfeld zu Lauterhofen
- Trautmannshofen zu Lauterhofen
- Tyrolsberg zu Berngau

↑ Zurück zum Inhaltsverzeichnis

### U
- Ungenricht zu Neumarkt i.d.OPf.
- Unterbuchfeld zu Deining
- Unterbürg zu Dietfurt a.d.Altmühl
- Unterlinder zu Hohenfels
- Unterödenhart zu Hohenfels
- Unterölsbach zu Berg b.Neumarkt i.d.OPf.
- Unterried zu Pilsach
- Unterrohrenstadt zu Berg b.Neumarkt i.d.OPf.
- Unterwahrberg zu Hohenfels
- Unterwall zu Berg b.Neumarkt i.d.OPf.
- Unterweickenhof zu Velburg
- Unterwiesenacker zu Velburg

↑ Zurück zum Inhaltsverzeichnis

### V
- Velburg
- Vogelbrunn zu Velburg
- Vogelherd zu Hohenfels
- Vogelthal zu Dietfurt a.d.Altmühl
- Voggenthal zu Neumarkt i.d.OPf.
- Voglmühle zu Dietfurt a.d.Altmühl

↑ Zurück zum Inhaltsverzeichnis

### W
- Wachtlhof zu Seubersdorf i.d.OPf.
- Wackersberg zu Berching
- Waldhausen zu Seubersdorf i.d.OPf.
- Waldhof zu Breitenbrunn
- Waldkirchen zu Seubersdorf i.d.OPf.
- Wallnsdorf zu Berching
- Waltersberg zu Deining
- Waltershof zu Deining
- Wangen zu Mühlhausen
- Wappersdorf zu Mühlhausen
- Wappersdorf zu Mühlhausen
- Wattenberg zu Berching
- Wegscheid zu Berching
- Weichselstein zu Sengenthal
- Weidenwang zu Berching
- Weihersdorf zu Mühlhausen
- Weiherstetten zu Parsberg
- Wendlmannthal zu Hohenfels
- Wenigkemnathen zu Breitenbrunn
- Wettenhofen zu Mühlhausen
- Wieselbruck zu Lupburg
- Wildenstein zu Dietfurt a.d.Altmühl
- Wilfertshofen zu Lauterhofen
- Willenhofen zu Parsberg
- Willmannsdorf zu Seubersdorf i.d.OPf.
- Wimmersdorf zu Pilsach
- Wimpasing zu Dietfurt a.d.Altmühl
- Winklmühle zu Hohenfels
- Winn zu Seubersdorf i.d.OPf.
- Winnberg zu Sengenthal
- Winterzhofen zu Berching
- Wirbertshofen zu Berching
- Wissing zu Seubersdorf i.d.OPf.
- Woffenbach zu Neumarkt i.d.OPf.
- Wolfersthal zu Berching
- Wolfertshofen zu Breitenbrunn
- Wolfsquiga zu Parsberg
- Wolfsricht zu Berngau
- Wolfstein zu Neumarkt i.d.OPf.
- Wolfstein zu Neumarkt i.d.OPf.
- Wünn zu Pilsach
- Wünricht zu Berg b.Neumarkt i.d.OPf.
- Wurzhof zu Postbauer-Heng

↑ Zurück zum Inhaltsverzeichnis

### Z
- Zell zu Dietfurt a.d.Altmühl

↑ Zurück zum Inhaltsverzeichnis